# シュンガ朝

シュンガ朝

シュンガ朝（シュンガちょう、紀元前180年頃 - 紀元前68年頃）は、古代インドのマガダ国に起こった王朝。マウリヤ朝の将軍だったプシャミトラが同王朝を滅ぼして建て1世紀余りの間続いた。

## 歴史

### 黎明期

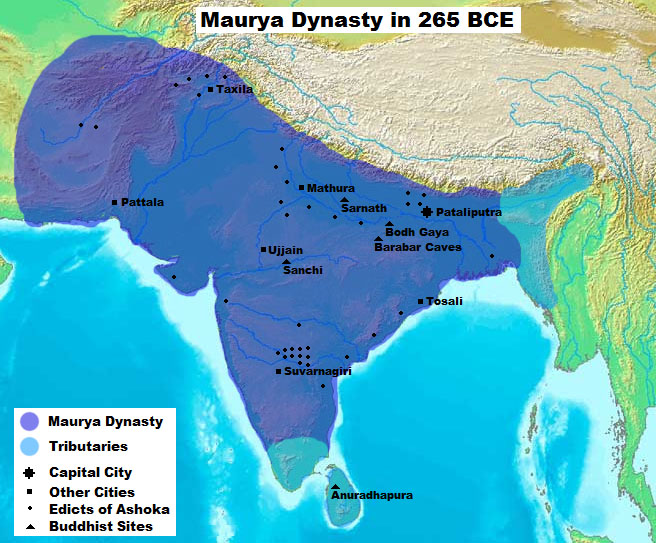
マウリヤ朝のアショーカ王時代・最大版図

マウリヤ朝は最盛期を迎えたアショーカ王の死後、彼の息子らによって分裂した。いくつかの伝説や仏典などの記録があるが、アショーカ王以後の王名はそれらの諸記録で一致せず、その代数も一致しないことから王朝が分裂していたことが想定されている。
そして、マウリヤ朝最後の王ブリハドラタに仕えたプシャミトラ・シュンガは紀元前180年頃にブリハドラタを暗殺し自ら王位に付いてシュンガ朝を創設した。プシャミトラの出自には不明点が多い。伝説では卑賤の生まれであったプシャミトラは将軍として頭角を表し、「軍の威容を誇示する」ためと称して閲兵式を挙行した。そしてそのまま軍勢を率いてブリハドラタを死に追いやったという。しかしインドの文献の多くによれば「シュンガ」はバラモン姓であり上述の伝説には疑義がある。

### プシャミトラの治世
プシャミトラは王位を得るとパータリプトラを引き続き首都として、ガンジス川流域を中心にマウリヤ朝の旧領土を継承した。ただしマウリヤ朝はその末期には分裂状態にあり、プシャミトラもかつてマウリヤ朝が支配した領域全てを制圧するには到底到らなかった。特に中央インドでは新たにウィダルバ国が創建されシュンガ朝の強力な敵となった他、北西インドにはギリシア人が勢力を持っていた。
プシャミトラはインドの著名な文法学者パタンジャリと同時代の人物であったといわれている。パタンジャリの記録によればヤヴァナ（インド・グリーク朝（アレクサンダー大王以後もインドにとどまったギリシャ人の国））の王がサーケータ市とマディヤミカー市を包囲したとあり、これはプシャミトラ治世下のことであったと考えられている。
このギリシア人はバクトリア系の集団であったと考えられているが、王が誰であったのかについては議論がある。メナンドロス1世とする説が有力であるが、デメトリオス2世とする説やまったく別の王とする説も存在する。また中央インドに侵入したギリシア人を、王子ヴァースミトラ（ヴァスミトラ）の指揮するシュンガ軍が撃退したという記録が存在するなど、当時シュンガ朝の主要な脅威はギリシア人の来寇であった。

### プシャミトラの死と衰退
プシャミトラが紀元前144年頃死去すると、王子のアグニミトラが王位を継いだ。彼は父王の治世時代から地方総督として活動している。ヴァースジェーシタ（ジェータミトラ）王、継いでヴァースミトラが即位する頃にはギリシア人の侵攻も一段落し、その王アンティアルキダスなどとの間に使節のやりとりも持たれるようになった。
以後の王については不明点が多く大雑把にしか分からない。最後の王デーヴァブーティは大臣のヴァースデーヴァ（ヴァスデーヴァ）によって王位を奪われたが、その際の状況も詳しくは分からない。伝説によればデーヴァブーティは放蕩に耽る無能な王であったため、大臣ヴァースデーヴァはそれを利用して奴隷女を王妃に扮装させて暗殺させたという。

### 滅亡とその後のシュンガ王家
詳細は不明であるがヴァースデーヴァが紀元前68年頃にシュンガ朝に代わってカーンヴァ朝を建てたことは事実である。ただし、カーンヴァ朝の王達はプラーナ文献では「シュンガの臣下たる諸王」と記されており、カーンヴァ朝時代にも何らかの形でシュンガ家の地位が残存していたという説もある。

## 宗教

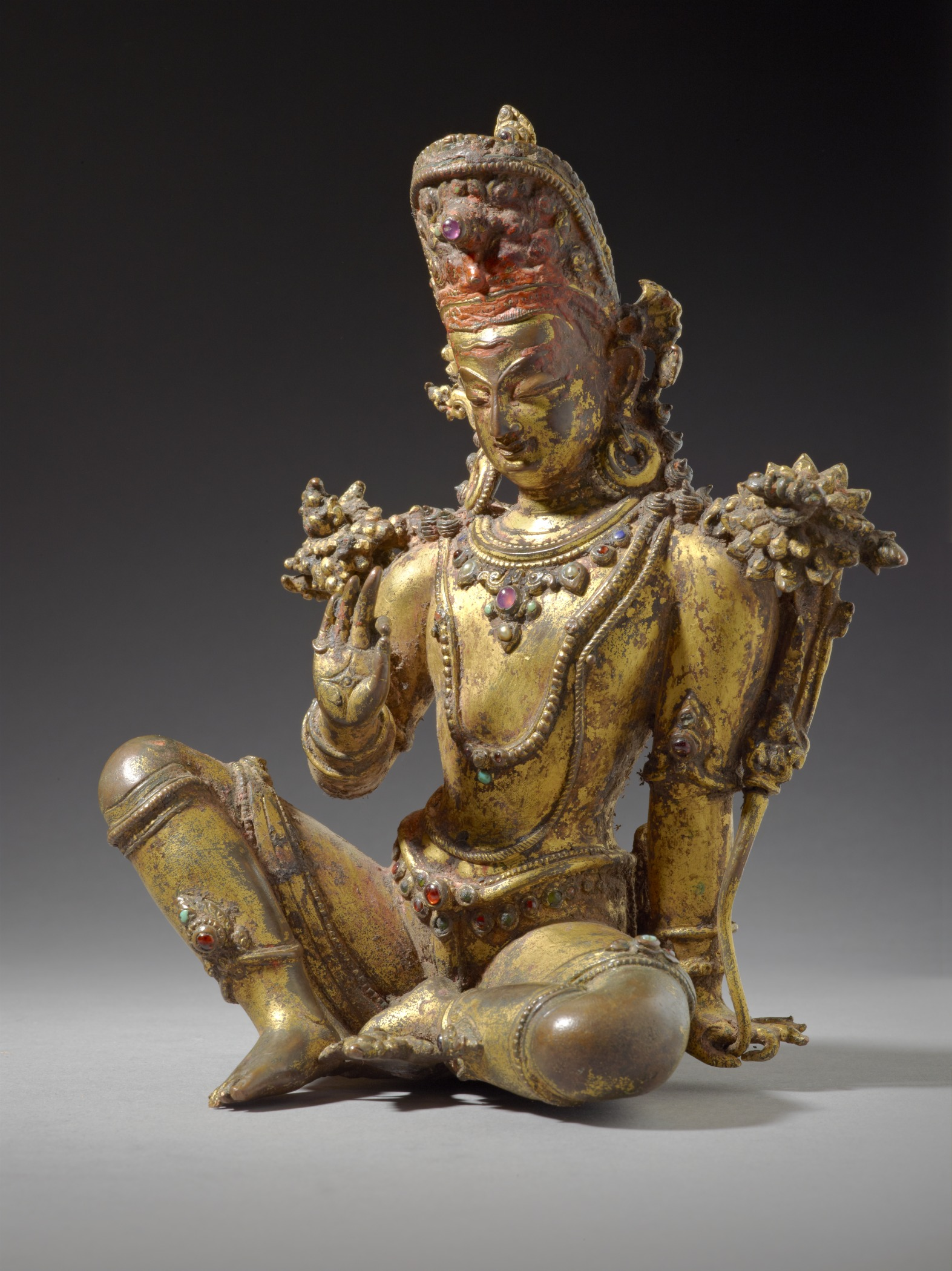
バラモン教の太陽神インドラ

プシャミトラは仏教を手厚く保護したマウリヤ朝とは一線を画し、仏教教団を弾圧してバラモン教の復興に努め、バラモン教的な儀式を好んで執り行った。彼は当時仏教信仰の中心地であったケイ円寺（雞円寺）で仏僧を殺戮したという伝説が仏典に残されている。ただし、考古学的発見によってプシャミトラの廷臣には仏教徒が含まれていたことが知られており、彼がバラモン教を信奉したにせよ仏典に残されているほど徹底的な弾圧を実際に行ったのかどうかは疑問の余地が大きい。

## 国制

### 「会議」
マウリヤ朝時代の制度は多くがシュンガ朝時代にも継承されたと考えられるが詳細は分からない。高級官吏による「会議」はマウリヤ朝と同じく政策決定に大きな影響力を持ち、また中央政府だけではなく地方に駐在する王子にも大臣会議（アマーチャパリサド Amatyaparisad）の補佐がついたが、これらはマウリヤ朝の大官（マハーマートラ Mahamatra）による補佐と同種のものであると考えられる。 

### 地方統治
地方統治に関してはマウリヤ朝時代とは様変わりしていた。シュンガ朝の西部、マトゥラーやバルフートでは統治のためにシュンガ王家の人間が中央政府とは別に「王朝」を開いて統治していた。これはマウリヤ朝時代に地方に駐在した王子（彼らは王朝末期を除き中央の王の命令によって基本的には統制されていた。）による統治とは異なり、中央政府からの独立性の強い存在であった。

## 歴代王

### 中央（パータリプトラ）
- プシャミトラ （前185年頃 - 前149年頃）
- アグニミトラ （前149年頃 - 前141年頃）
- ヴァースジェーシタ （前141年頃 - 前131年頃）
- ヴァースミトラ （前131年頃 - 前124年頃）
- アンドラカ （ある文献ではバードラカ）（前124年頃 - 前122年頃）
- プリンダカ （前122年頃 - 前119年頃）
- ゴシャ （前119年頃 - 前108年頃）
- ヴァジュラミトラ （前108年頃 - 前94年頃）
- バーガバードラ （前94年頃 - 前83年頃）
- デーヴァブーティ （ある文献ではデーヴァブーミ）（前83年頃 - 前73年頃　あるいは - 前68年頃）

### バルフート
- ヴィサデーヴァ・ガーギープタ
- アーガラージュ・ゴティプタ
- ダナプーティ・ヴァーチプタ （紀元前2世紀半ば頃）
- ヴァーダパーラ・ダナブーティ